# المپیک تابستانی ۱۹۶۸
المپیک تابستانی ۱۹۶۸ (در انگلیسی: Games of the XIX Olympiad) که به‌طور رسمی با نام «بازی‌های المپیاد نوزدهم» شناخته می‌شود از ۱۲ اکتبر ۱۹۶۸ تا ۲۷ اکتبر ۱۹۶۸ میلادی در شهر مکزیکوسیتی در کشور مکزیک و با حضور ۵٬۵۳۰ ورزشکار زن و مرد از ۱۱۲ کشور جهان و در بیست رشته ورزشی برگزار شد.
رقبای میزبانی بازی‌های المپیک تابستانی ۱۹۶۸، شهرهای دیترویت آمریکا، بوئنوس آیرس آرژانتین و لیون فرانسه بودند که نهایتاً شهر مکزیکوسیتی برای میزبانی نوزدهمین دوره بازی‌های المپیک انتخاب شد.
ده روز قبل از آغاز رسمی بازی‌های المپیک تابستانی ۱۹۶۸، نیروهای امنیتی نیروهای مسلح مکزیک به روی شهروندان غیر مسلح در تظاهرات بزرگی در اعتراض به المپیک ۱۹۶۸ مکزیکو سیتی آتش گشودند که منجر به تعدادی نامعلوم بنا بر برخی روایات چند صد کشته گردید که این واقعه به قتل‌عام تلاتلولکو (Tlatelolco massacre) مشهور شد.
بازی‌های المپیک تابستانی ۱۹۶۸، اولین میزبانی کشوری از آمریکای لاتین در تاریخ مسابقات بازی‌های المپیک بود.
در حالیکه جنگ سرد میان دو قطب ابرقدرت جهان شوروی و آمریک شکل گرفته بود به بهانه‌ی مسائل امنیتی و پافشاری برای جدایی ابدی آلمان غربی و شرقی برای نخستین بار دو آلمان مجزا در مسابقات حاضر شدند.

## انتخاب میزبان
کاندیداها:
1. لیون-فرانسه
2. مکزیکو سیتی-مکزیک
3. دیترویت-ایالات متحده آمریکا
4. بوئنوس آیرس-آرژانتین

انتخاب: مکزیکو سیتی
محل رای گیری: بادن-بادن-آلمان غربی

## ورزش‌ها
| - ورزش‌های آبی - شیرجه (4) - شنا (29) - واترپلو (1) - دو و میدانی (36) - بسکتبال (1) - بوکس (11) - کانو و کایاک (7) | - دوچرخه‌سواری - جاده (2) - پیست (5) - سوارکاری - درساژ (2) - اونتینگ (2) - پرش (2) - شمشیربازی (8) | - فوتبال (1) - ژیمناستیک (14) - هاکی روی چمن (1) - پنج‌گانه مدرن (2) - روئینگ (7) - قایقرانی (5) - تیراندازی (7) | - والیبال (2) - وزنه‌برداری (7) - کشتی - آزاد (8) - فرنگی (8) |

### ورزش‌های غیررسمی
- پیلوتای باسکی
- تنیس

## کشورهای شرکت کننده
| - افغانستان (۵) - الجزایر (۳) - آرژانتین (۸۹) - استرالیا (۱۲۸) - اتریش (۴۳) - باهاما (۱۶) - باربادوس (۹) - بلژیک (۸۲) - برمودا (۶) - بولیوی (۴) - برزیل (۷۶) - هندوراس بریتانیا (۷) - بلغارستان (۱۱۲) - میانمار (۴) - کامرون (۵) - کانادا (۱۳۸) - جمهوری آفریقای مرکزی (۱) - سیلان (۳) - چاد (۳) - شیلی (۲۱) - کلمبیا (۴۳) - جمهوری دموکراتیک کنگو (۵) - کاستاریکا (۱۸) - کوبا (۱۱۵) - چکسلواکی (۱۲۱) - دانمارک (۶۴) - جمهوری دومینیکن (۱۸) - اکوادور (۱۵) - مصر (۳۰) - السالوادور (۶۰) - اتیوپی (۱۸) - فیجی (۱) - فنلاند (۶۶) - فرانسه (۲۰۰) - آلمان شرقی (۲۲۶) - آلمان غربی (۲۷۵) - غنا (۳۱) - بریتانیای کبیر (۲۲۵) - یونان (۴۴) - گواتمالا (۴۸) - گینه (۱۵) - گویان (۵) - هندوراس (۶) - هنگ کنگ (۱۱) - مجارستان (۱۶۷) - ایسلند (۸) - هند (۲۵) - اندونزی (۶) - ایران (۱۴) - عراق (۳) - ایرلند (۳۱) - اسرائیل (۲۹) - ایتالیا (۱۶۷) - ساحل عاج (۱۰) - جامائیکا (۲۵) - ژاپن (۱۷۱) - کنیا (۳۹) - کره جنوبی (۵۴) - کویت (۲) - لبنان (۱۱) - لیبی (۱) - لیختن‌اشتاین (۲) - لوکزامبورگ (۵) - ماداگاسکار (۴) - مالزی (۳۱) - مالی (۲) - مالت (۱) - مکزیک (۲۷۵) (میزبان) - موناکو (۲) - مغولستان (۱۶) - مراکش (۲۴) - هلند (۱۰۷) - آنتیل هلند (۵) - نیوزیلند (۵۲) - نیکاراگوئه (۱۱) - نیجر (۲) - نیجریه (۳۶) - نروژ (۴۶) - پاکستان (۱۵) - پاناما (۱۶) - پاراگوئه (۱) - پرو (۲۸) - فیلیپین (۴۹) - لهستان (۱۷۷) - پرتغال (۲۰) - پورتوریکو (۵۸) - رومانی (۸۲) - سان مارینو (۴) - سنگال (۲۱) - سیرالئون (۳) - سنگاپور (۴) - اتحاد شوروی (۳۱۲) - اسپانیا (۱۲۲) - سودان (۵) - سورینام (۱) - سوئد (۱۰۰) - سوئیس (۸۵) - سوریه (۲) - چین (۴۳) - تانزانیا (۴) - تایلند (۴۱) - ترینیداد و توباگو (۱۹) - تونس (۷) - ترکیه (۲۹) - اوگاندا (۱۱) - ایالات متحده آمریکا (۳۵۷) - اروگوئه (۲۷) - ونزوئلا (۲۳) - ویتنام (۹) - جزایر ویرجین (۶) - یوگسلاوی (۶۹) - زامبیا (۷) |

## شمارش مدال‌ها
فهرست زیر شامل ده کشور برتری است که بیشترین امتیاز را در جدول مدال‌ها ازآن خود کردند. کشور مکزیک که میزبان مسابقات بود توانست تا سه مدال در هر رنگ را ازآن خود کند.
در این مسابقات محسن اصغرپور از تیم ایران توانست مقام نایب قهرمانی در رشته کشتی وزن ۸۴ کیلوگرم را از آن خود کند
| رتبه | کشورها              | طلا | نقره | برنز | مجموع |
| 1    | ایالات متحده آمریکا | ۴۵  | ۲۸   | ۳۴   | ۱۰۷   |
| 2    | اتحاد جماهیر شوروی  | ۲۹  | ۳۲   | ۳۰   | ۹۱    |
| 3    | ژاپن                | ۱۱  | ۷    | ۷    | ۲۵    |
| 4    | مجارستان            | ۱۰  | ۱۰   | ۱۲   | ۳۲    |
| 5    | آلمان شرقی          | ۹   | ۹    | ۷    | ۲۵    |
| 6    | فرانسه              | ۷   | ۳    | ۵    | ۱۵    |
| 7    | چکسلواکی            | ۷   | ۲    | ۴    | ۱۳    |
| 8    | آلمان غربی          | ۵   | ۱۱   | ۱۰   | ۲۶    |
| 9    | استرالیا            | ۵   | ۷    | ۵    | ۱۷    |
| 10   | بریتانیا            | ۵   | ۵    | ۳    | ۱۳    |